# アドミラルティスキー地区
アドミラルティスキー地区（アドミラルティスキーちく、露: Адмиралтейский район, 英: Admiralteysky district）は、ロシア・サンクトペテルブルクにあるラヨン（地区）である。アドミラルティー地区とも表記される。2020年1月1日時点における人口は、159,800人である。
旧海軍省、聖イサアク大聖堂、マリインスキー劇場などは、ユネスコの世界遺産「サンクトペテルブルク歴史地区と関連建造物群」の登録対象となっている。

## 地理
当地区の総面積は1,382ヘクタールであり、水域の面積は87.8ヘクタールである。北から東にかけては中央地区と接している。東から南にかけてはフルンゼンスキー地区およびモスコフスキー地区と接している。
南から西にかけてはキーロフスキー地区と接している。西から北にかけては大ネフカ川を隔ててヴァシレオストロフスキー地区と接している。

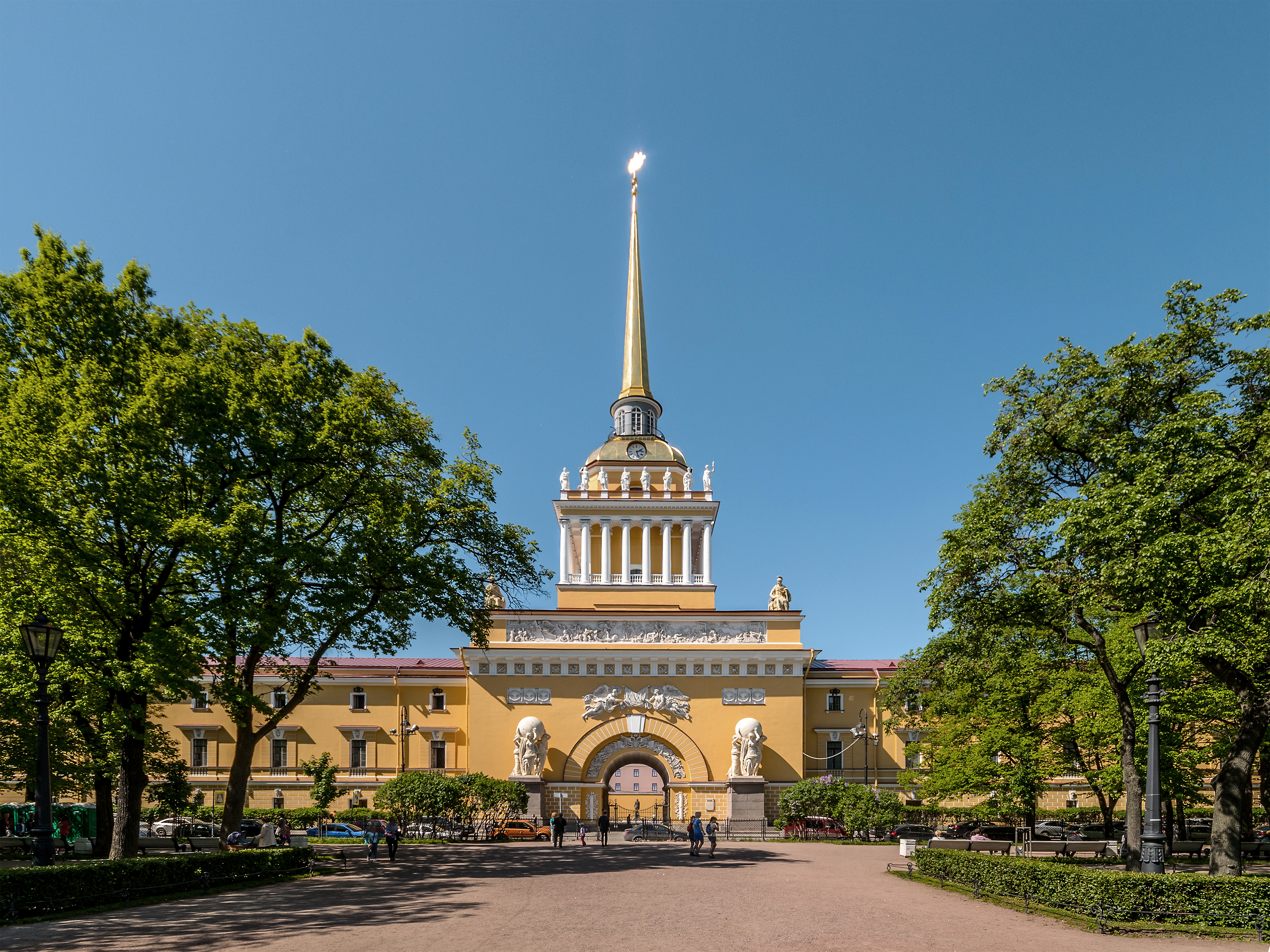
旧海軍省

区域の北端部にある旧海軍省から南東にゴロホヴァヤ通りが伸びており、南にヴォズネセンスキー通りが伸びている。区域の中央やや北寄りをサドーヴァヤ通りが走っている。区域の北部をモイカ川が、中央部をフォンタンカ川が西流しており、この2本の河川の間をグリボエードフ運河が流れている。区域の南部にはオブヴォド運河が流れている。

## 歴史

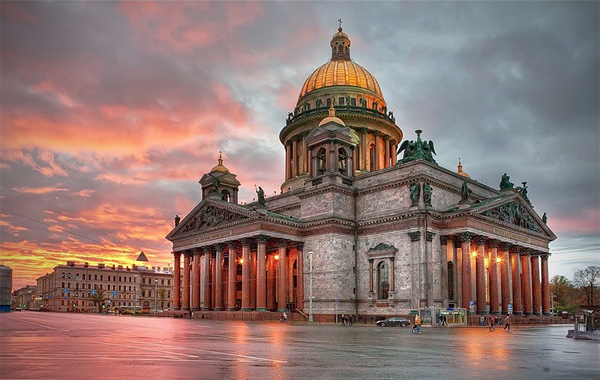
聖イサアク大聖堂

1704年11月5日、ロシア皇帝のピョートル1世によってアドミラルティ造船所が設立された。これが地名の由来となっている。1844年、アドミラルチェイスカヤ堤防が完成される。
1858年、フランス人建築家オーギュスト・モンフェランによる聖イサアク大聖堂の建築工事が完成される。1994年3月11日、オクチャブリスキー地区 (Октябрьский район) およびレニンスキー地区 (Ленинский район) が統合されて、アドミラルティスキー地区が設立される。

## 文化

### 博物館
- 中央海軍博物館（英語版、ロシア語版）
- 軍事医学博物館（英語版、ロシア語版）
- 国立宗教史博物館（英語版、ロシア語版）
- ロシア鉄道博物館（英語版、ロシア語版）
- ポポフ名称中央通信博物館（英語版、ロシア語版）
- ウォッカ博物館（ロシア語版）

### 劇場
- マリインスキー劇場
- フォンタンカ青年劇場（英語版、ロシア語版）
  - 雨の劇場（ロシア語版）

### 公園
- エカテリンゴフ公園（英語版、ロシア語版）
- オリンピア（ロシア語版）
- ユスポフ庭園（ロシア語版）
- アレクサンドル庭園（英語版、ロシア語版）

## 教育
- サンクトペテルブルク音楽院
- レスガフト名称サンクトペテルブルク国立体育スポーツ健康大学（英語版、ロシア語版）
- 第281番学校（ロシア語版）

## 宗教施設
- 聖イサアク大聖堂
- 聖スタニスラウス教会（英語版、ロシア語版）
- 聖ニコラス海軍大聖堂（英語版、ロシア語版）

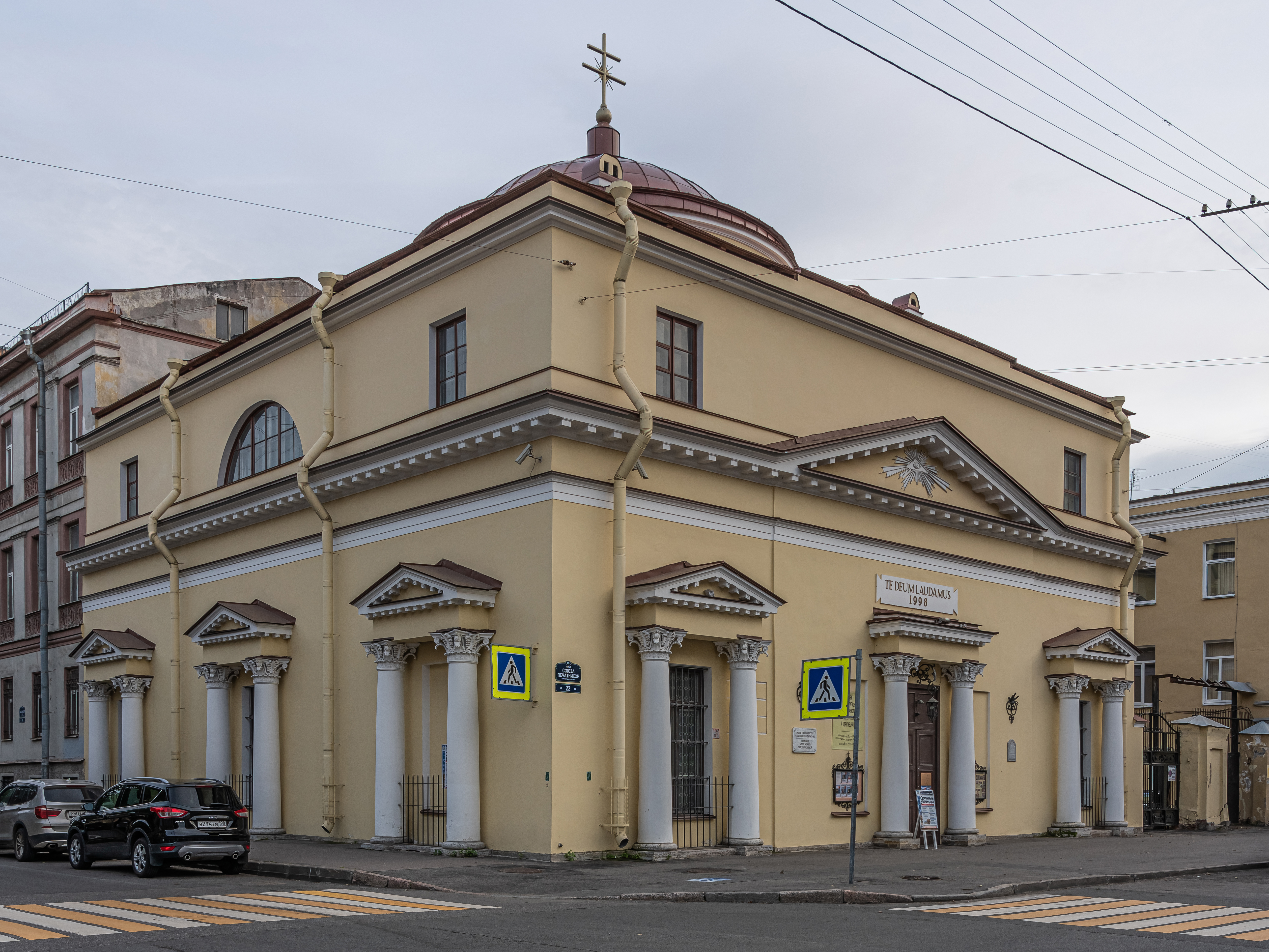
聖スタニスラウス教会
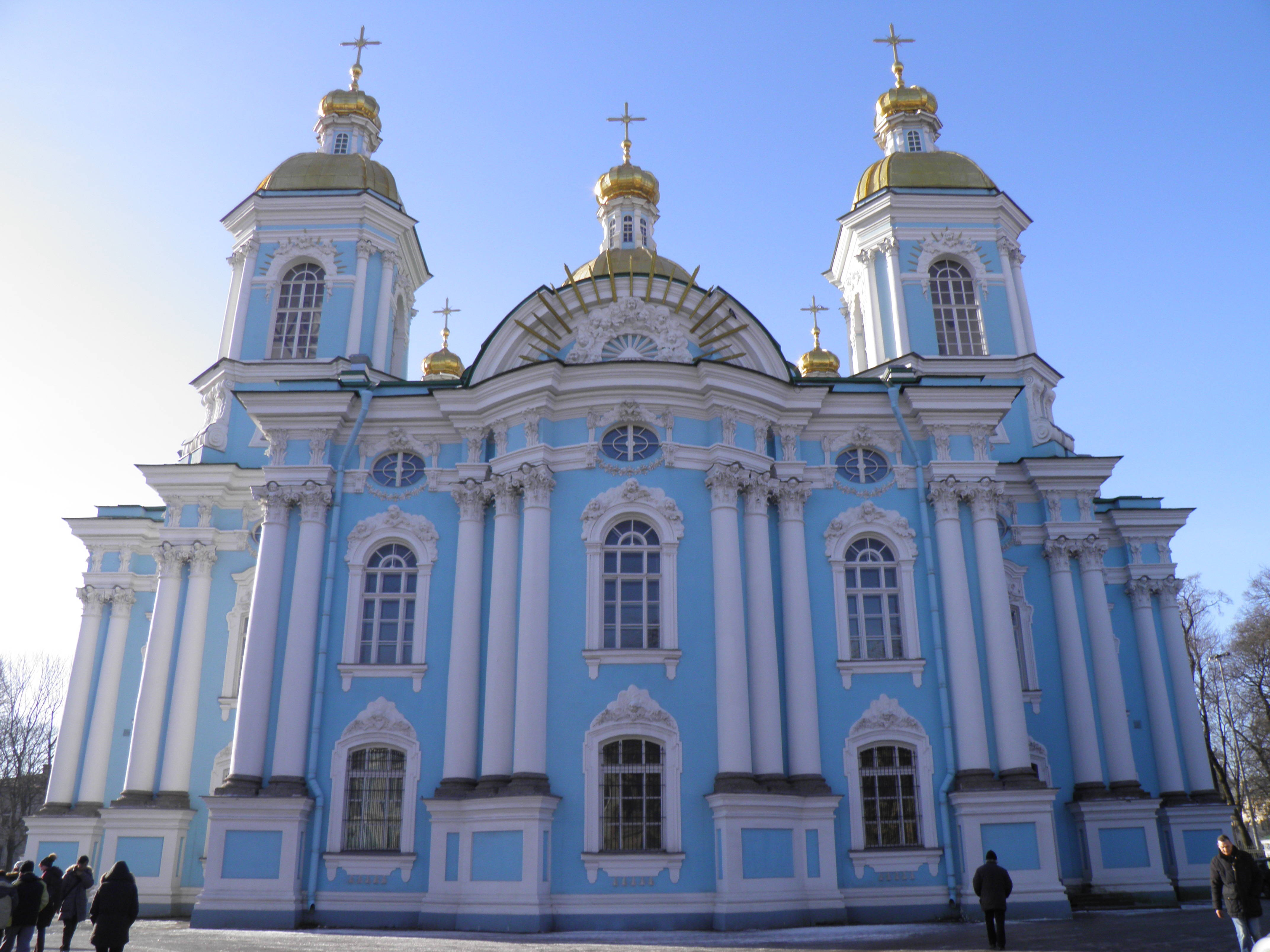
聖ニコラス海軍大聖堂

## 観光
- 旧海軍省

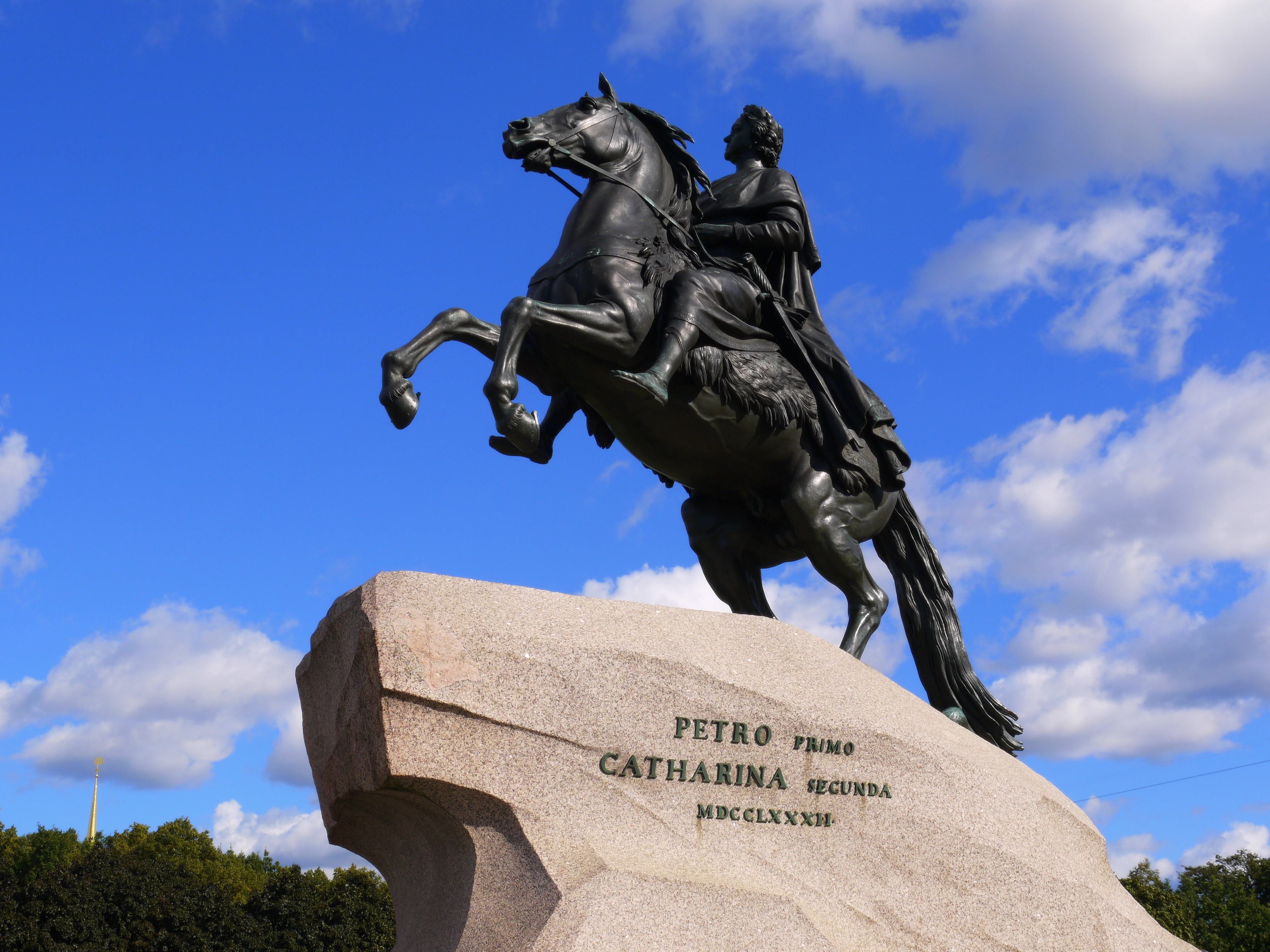
青銅の騎士
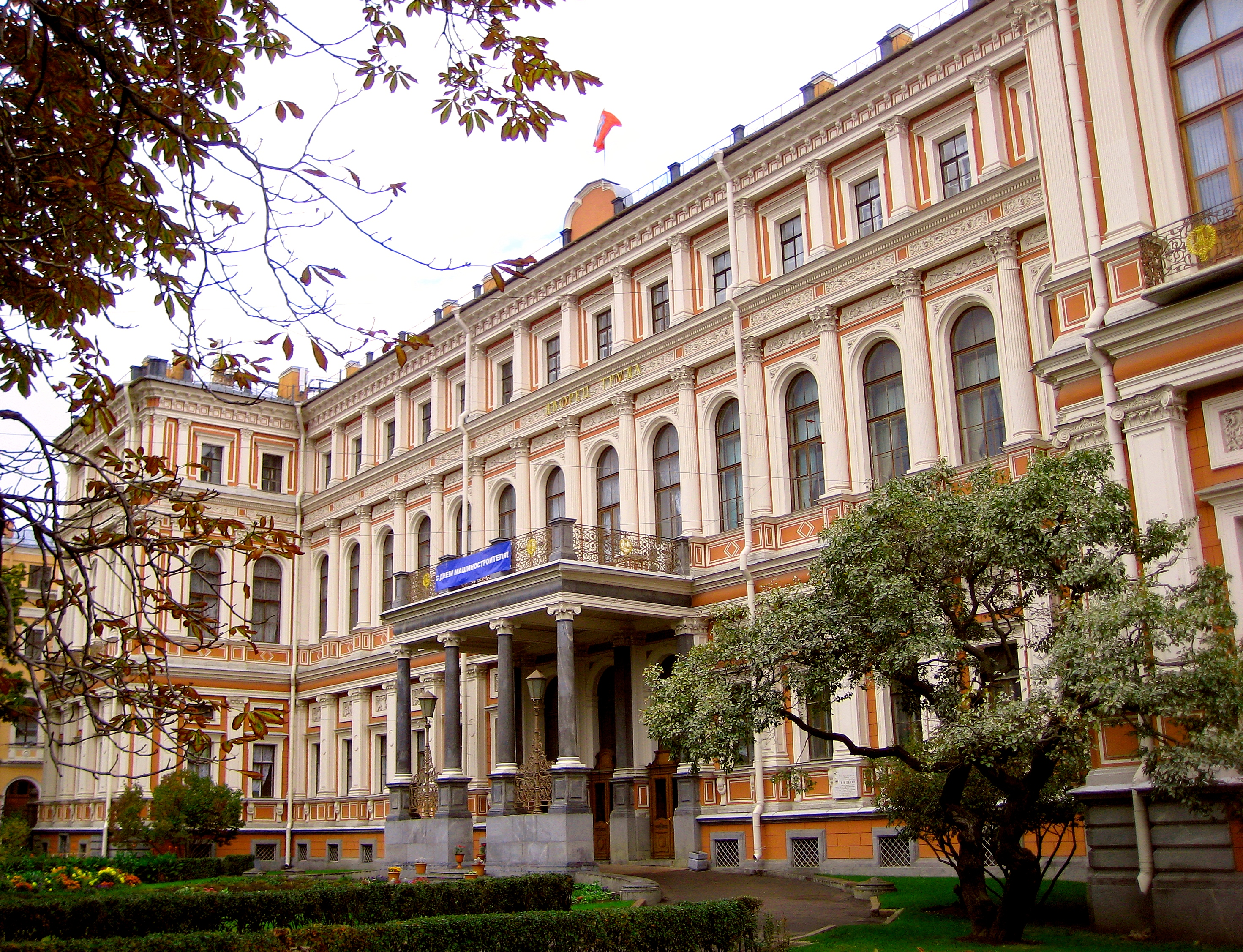
ニコラエフスキー宮殿
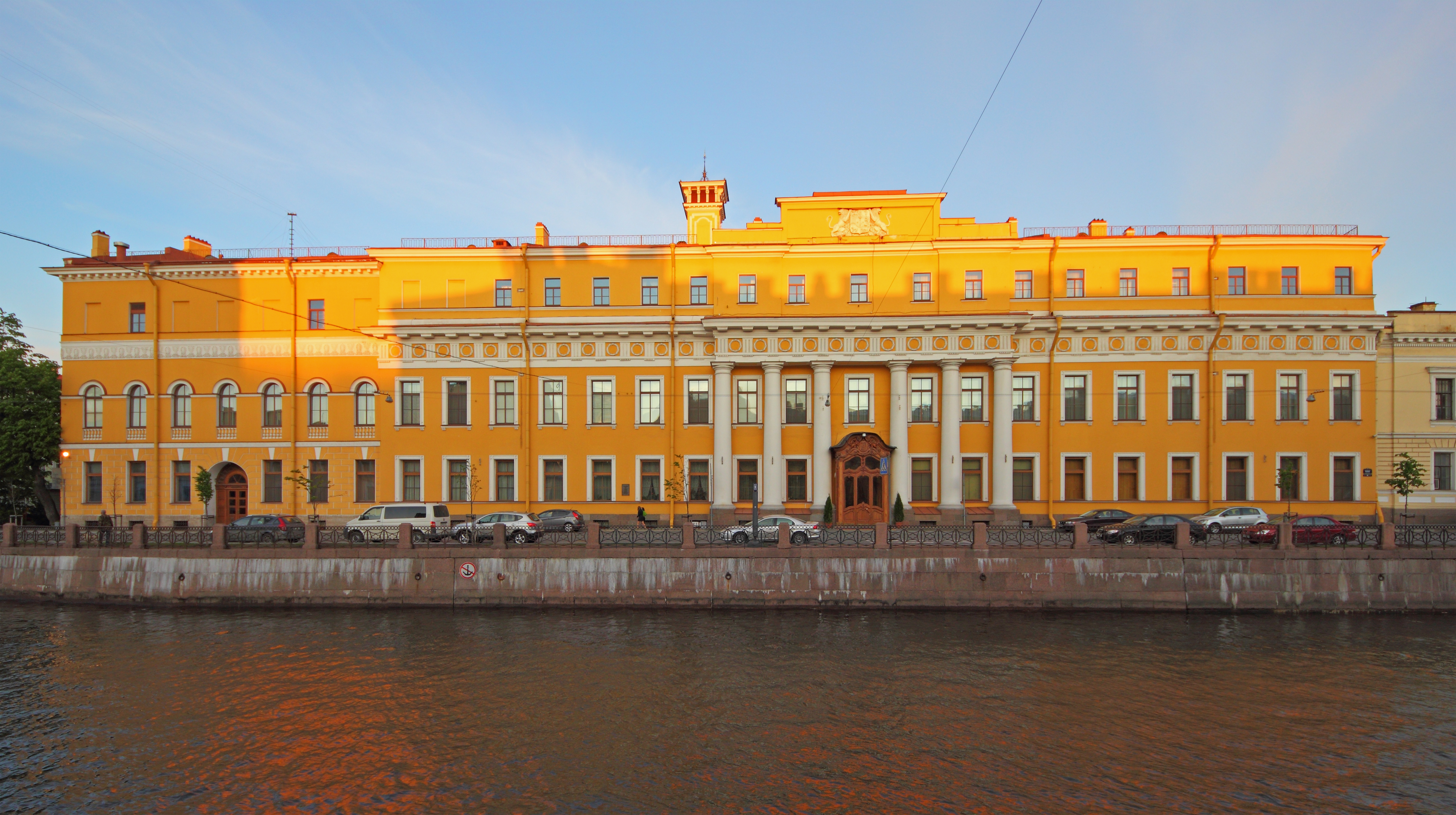
モイカ宮殿

- 青銅の騎士
- ニコラエフスキー宮殿
- モイカ宮殿